# Vittskövle
Vittskövle est une localité suédoise située dans la commune de Kristianstad en Scanie.
Sa population était de 235 habitants en 2010.